# Inteligența păsărilor
Inteligența păsărilor este mai puțin studiată de etologi și psihologi, în comparație cu inteligența mamiferelor. Mulți cred că păsările sunt animale dificile și greu de înțeles, însă, la o analiză mai atentă, s-ar constata că păsările au o latură a personalității lor mai umană ca cea a mai multor mamifere, iar multe păsări sunt chiar mai inteligente decât unele mamifere. Mulți cercetători susțin că păsările nu sunt destul de inteligente, deoarece telencefalul lor este mic, însă se pare că centrul inteligenței lor se află în altă parte a encefalului. Astăzi, orice încercare de a demonstra aptitudini mai speciale ale păsărilor este catalogată drept antropomorfism. O comparație a maselor relative ale creierelor (deși destul de puțin relevantă), poate da rezultate surprinzătoare (sursă: „Mind of a raven” - B.Heinrich):
1. Fringilla domestica - 4,2 %;
2. Sturnus vulgaris - 2,6 %
3. Corbul - 1,5 %
4. Omul - 1,7 % (dacă s-ar lua un om normal de 70 de kilograme cu un creier proporțional de 1.2 kilograme).

## Aspecte ale inteligenței păsărilor

### Comportament social
Cercetătorii susțin că un animal, cu cât este mai social, cu atât el tinde să fie mai inteligent. Cele mai sociale păsări sunt Corvidele (ciorile, gaițele). Ele, și nu numai ele, se adună în grupuri familiare, pentru activități de apărare a teritoriilor. Experții susțin că pentru o astfel de interacțiune socială este nevoie de o inteligență superioară. Aceste păsări nu trebuie numai să știe fiecare membru al clanului și statutul lui, ci mai trebuie să observe fiecare schimbare din clan, pentru a putea reacționa corespunzător.

### Memorie
Memoria nu este una din cele mai importante aspecte ale inteligenței, însă păsările au o memorie excelentă. Multe au chiar o memorie spațială mai bună ca cea a oamenilor. Marea majoritate a păsărilor țin minte exact locul unde și-au construit cuibul și tind să se întoarcă la el sau într-o zonă apropiată lui după perioada de migrație. Multe păsări își amintesc 90% din locurile unde și-au îngropat semințele toamna precedentă.

### Învățarea/Formarea reflexelor condiționate
La păsări, învățarea presupune formarea reflexelor condiționate, prin asociație, prin încercare/greșeală, prin imitarea reprezentanților aceleași specii, sau a unei specii înrudite.

### Emoții, sentimente și alte aspecte umane
Păsările pot arăta multe sentimente specifice omului: 
- ele pot arăta prietenie și dragoste față de partenerul lor și față de pui;
- la moartea partenerului, o pasăre poate să stea la cadavru, împingându-l, parcă încercând să-l trezească; după aceea intră într-un declin timp de câteva zile, astfel manifestând o depresie.
- Unele păsări mici pot arăta grijă și bunăvoință față de alte păsări, nu numai față de pui și partener; astfel de acțiuni se pot arăta în timpul migrării, chiar față de alte specii.
- Unele păsări au simț estetic, atunci când își decorează cuibul cu diferite flori multicolore, sau cu alte ornamente.